# Black Snake Moan
Black Snake Moan ist ein US-amerikanisches Filmdrama von Craig Brewer aus dem Jahr 2006. Der Filmtitel geht auf den gleichnamigen Song des Bluesmusikers Blind Lemon Jefferson zurück.

## Handlung
Die Hauptakteure des Films sind Lazarus Redd (Samuel L. Jackson) und Rae Doole (Christina Ricci). Lazarus ist ein Landwirt und Bluesmusiker aus dem Süden der Vereinigten Staaten. Er ist strenggläubig, seine Frau verließ ihn für seinen Bruder. Die junge Rae führt ein freizügiges Leben und ist nymphomanisch.
Ronnie, der Freund von Rae, wird Soldat, geht mit der Armee in den Irak und muss dafür die Stadt verlassen. In seiner Abwesenheit wird Rae von Ronnies Freund Gill nach einer mit Alkohol und anderen Drogen durchzechten Partynacht nackt und betrunken aufgefunden. Er verprügelt sie und wirft sie schwer verletzt aus seinem Auto. Lazarus findet sie bewusstlos auf der Straße und bringt sie in sein Haus. Er versorgt sie, dann hält er sie in Ketten gefangen, um sie auf den „rechten Weg“ zurückzuführen. Rae bietet ihm Sex an, was Lazarus ablehnt, stattdessen will er „ihre Seele retten“. Nach und nach öffnen sich beide und vertrauen einander ihre Schicksale an. Rae war schon als Kind von Männern missbraucht worden, und Lazarus hatte sich mit seiner Ex-Frau immer ein Kind gewünscht. Einmal war sie schwanger gewesen, hatte das Kind aber ohne die Zustimmung von Lazarus abgetrieben.
Ronnie wird nach kurzer Zeit wegen Angstzuständen aus der Armee entlassen, kehrt zurück und erfährt von Gill, dass Rae während seiner Abwesenheit mehrere Männer gehabt hat. Ronnie findet Rae bei Lazarus und will diesen erschießen, da er annimmt, Lazarus sei einer der vielen Männer von Rae. Lazarus und Rae erzählen ihm jedoch die Wahrheit. Ronnie und Rae heiraten und ziehen weg, um in einer anderen Stadt ein neues Leben zu beginnen.

## Kritiken
Ruthe Stein schrieb in der San Francisco Chronicle vom 2. März 2007, die erzählte Geschichte sei für die in Hollywood produzierten Filme untypisch. An Samuel L. Jackson und Christina Ricci würde man sich bei der nächsten Oscar-Verleihung erinnern („Jackson and Ricci would be remembered come Oscar time“).
Peter Travers spottete in der Zeitschrift Rolling Stone vom 20. Februar 2007, der Film brauche ein Beatmungsgerät. Weder der Körper von Christina Ricci noch die von Samuel L. Jackson gespielte Musik können den Film retten.
Daniel Kothenschulte urteilt in seiner Kritik für die Frankfurter Rundschau: „Auch wenn dereinst alles andere an dem Film „Blake Snake Moan“ in Vergessenheit geraten sein wird – und es spricht viel dafür, dass dieser Tag sehr bald kommen wird – an die halbnackte Christina Ricci wird man sich immer erinnern“.
Thorsten Funke von Critic.de schrieb: „Das Schockierende an Black Snake Moan ist nun nicht so sehr die Bondage-Fantasie, auch nicht das freizügige Auftreten Christina Riccis. Das Schockierende ist vielmehr, dass der Film aus seinen Exploitation-Elementen eine krude spirituelle Botschaft bastelt.“
Das Lexikon des internationalen Films urteilte: „Der unausgereifte Film über zwei Außenseiter im amerikanischen Süden hat eine absurde Ausgangssituation und ein unglaubwürdiges Happy End, aber zwei herausragende Darsteller, die dennoch den über weite Strecken als Kammerspiel inszenierten Autorenfilm nicht retten können.“

## Auszeichnungen
Justin Timberlake wurde für seine Rolle als Ronnie für den Teen Choice Award 2007 nominiert.

## Hintergrund
Die Produktionskosten betrugen schätzungsweise 15 Millionen US-Dollar. Der Film hatte seine Weltpremiere am 9. Dezember 2006 und wurde am 24. Januar 2007 auf dem Sundance Film Festival aufgeführt. Der Film spielte bis zum 20. Mai 2007 in den US-amerikanischen Kinos ca. 9,4 Millionen US-Dollar ein.